# Nysina
Nysina is een kevergeslacht uit de familie van de boktorren (Cerambycidae). De wetenschappelijke naam van het geslacht werd voor het eerst geldig gepubliceerd in 1906 door Gahan.

## Soorten
Nysina omvat de volgende soorten:
- Nysina asiatica (Schwarzer, 1925)
- Nysina baibarana (Matsushita, 1933)
- Nysina boninensis (Gressitt, 1937)
- Nysina fenestrellus (Holzschuh, 2007)
- Nysina gracillima (Mitono, 1947)
- Nysina grahami (Gressitt, 1937)
- Nysina insularis (Mitono, 1947)
- Nysina orientalis (White, 1853)
- Nysina rubriventris (Gressitt, 1937)
- Nysina rufescens (Pic, 1923)
- Nysina sauteri (Matsushita, 1931)
- Nysina subtuberculata (Pic, 1933)